# Caudron C.480 Frégate
Le Caudron C.480 Frégate est un avion monoplan français de tourisme à trois places conçu par Maurice Devlieger et construit en 1935 par la Société des avions Caudron.